# Coprophanaeus cerberus
Coprophanaeus cerberus là một loài bọ cánh cứng trong họ Bọ hung (Scarabaeidae).